# L'esploratore (White)
L'esploratore (titolo originale in inglese Voss) è un romanzo dello scrittore australiano premio Nobel per la letteratura Patrick White, pubblicato nel 1957, in Italia nel 1965 da Einaudi. Narra la storia dell'unione spirituale tra un volitivo avventuriero, spinto dalla propria natura in un'impresa azzardata, con l'unica donna in grado di capire questa sua implacabile necessità. L'avventura a cui si riferisce la narrazione è liberamente ispirata alla seconda spedizione di Ludwig Leichhardt all'interno del continente australiano, di cui si persero le tracce.

## Trama
Johann Ulrich Voss ha abbandonato il proprio paese natale e raggiunto il lato opposto del pianeta, sbarcando in Australia, sostenuto dalla ferrea volontà di chi è convinto di essere destinato alla grandezza. In quella terra nuova ed ostile ha finalmente trovato un'impresa all'altezza della propria ambizione, l'attraversamento di quel continente che sembra spaventare tutti quelli che ne abitano i margini. Tutti, tranne forse la giovane Laura Trevelyan, nipote del principale finanziatore di quell'azzardata avventura, l'unica persona in grado di comprendere quell'uomo che molti trovano spiacevole e scostante, prestandosi poco e malvolentieri alle inevitabili occasioni mondane offerte dalla placida vita coloniale.
Malgrado il poco tempo passato insieme, il legame stabilito tra i due si rivela tanto solido da resistere anche alla separazione conseguente alla partenza della spedizione dei temerari verso l'interno del continente, rafforzandosi anzi all'aumentare della distanza. Ecco quindi che alla prima occasione propizia Voss si spinge a chiedere per via epistolare la mano della giovane, che, ricevuta la lettera, risponde in maniera affermativa, ma ponendo al volitivo avventuriero alcune richieste impegnative, nel segno di una maggiore umiltà. Una sfida notevole per il carattere di quell'uomo inflessibile, che però l'amore sembra avere incrinato, spingendolo ad accogliere anche queste condizioni. Un amore che prende forma nei sogni e nelle lettere destinate a non venire recapitate, visto l'accrescersi delle distanze che si frappongono tra i due, oramai fisicamente invalicabili. Ma quando le difficoltà cominciano a colpire duramente gli uomini impegnati in una spietata lotta contro la natura e la fragilità umana, moltiplicando divisioni e perdite, quella promessa reciproca si rivela l'unica vera sicurezza, ed il legame mantiene unite le due anime, anche nelle sofferenze e nella inevitabile sconfitta.
Anni dopo, l'incontro tra Laura, divenuta direttrice di un istituto educativo per giovani ragazze, e l'unico sopravvissuto alla spedizione, ritrovato fortunosamente dopo anni di vita errabonda in una tribù aborigena, offre una visuale della vittoria dell'esploratore, sconfitto dalle avversità, ma trasformato in storia e leggenda di un continente.

## Personaggi
- Johann Ulrich Voss. L'irrequietezza ed una formidabile ambizione lo hanno spinto a cercare il proprio destino lontano da casa. Vi ha trovato quello che cercava, e di più: la donna destinata a seguirlo, per sempre.
- Laura Trevelyan. Giovane donna dotata di forte volontà e sensibilità, grazie alla quale riesce a stabilire un legame indissolubile con quell'uomo guidato da un demone esigente ed oscuro.
- Edmund Bonner. Zio di Laura e finanziatore della spedizione, uomo pratico e di successo, che si limita al dominio del mondo che conosce, fiducioso della potenza di quello che possiede, e di niente altro.
- Emma Bonner. Zia di Laura e moglie di Edmund, sempre attenta alle convenzioni ed ai propri doveri di madre e zia, timorosa di qualsiasi comprensione più profonda.
- Frank Le Mesurier. Compagno d'avventura di Voss, a cui è legato per affinità e differenze, coltiva l'incertezza di chi cerca risposte a domande troppo inquietanti, che lo rendendono così perennemente irrequieto, fino a quando trova il modo di dare forma al proprio demone, mettendolo per iscritto.
- Albert Judd. Ex galeotto che si è ricostruito una vita ai margini della civiltà, senza evidentemente riuscire a cancellare tutte le cicatrici, spingendolo all'azzardo di unirsi alla spedizione di Voss. Le sue capacità diventano la fonte di un contrasto perenne tra i due, destinato a diventare divisione.
- Palfreyman. Uomo di fede e conoscenza, sempre incerto tra le due, inseguito da un passato che lo spinge all'espiazione perenne di peccati quasi mai propri, fino al sacrificio finale.
- Harry Robarts. Ragazzo semplice ed ingenuo, conosce Voss nel viaggio verso il nuovo mondo, adottandolo come punto di riferimento assoluto, rimanendo con lui fino alla fine.
- Turner. Uomo guidato da istinti e volontà semplici e talvolta ignobili, una volta compreso il fallimento dell'impresa in cui si era gettato, cercherà inutilmente scampo.

## Adattamenti
L'autore avrebbe desiderato che dall'opera fosse realizzata una trasposizione cinematografica, ma i vari progetti in tale direzione non trovarono mai un compimento soddisfacente, per motivi diversi. In uno degli ultimi tentativi, durante una ricognizione per le riprese, il regista statunitense Joseph Losey contrasse un'infezione virale per cui dovette essere ricoverato in ospedale, spingendo White a confidargli che oramai considerava l'opera segnata dalla malasorte, e che avrebbe preferito non averla mai scritta.
Maggior successo ebbe il tentativo di trasporre il racconto in un melodramma. L'opera, frutto del lavoro del compositore Richard Meal e dello scrittore David Malouf, ebbe comunque lunga gestazione, e venne portata in scena per la prima volta nel 1986.

## Edizioni
- Patrick White, L'esploratore, traduzione di Piero Jahier, Einaudi, 1965  [1957],  p. 433.